# Slawomir Krupa
Pour les articles homonymes, voir Krupa.
Slawomir Krupa, né le 18 juin 1974 à Bourgas (Bulgarie) et originaire de Cracovie (Pologne), est un banquier français, choisi le 30 septembre 2022 pour diriger la Société générale à compter du 23 mai 2023.

## Biographie

### Origines et formation
Il vit d'abord en Pologne, puis vient en France en 1980 avec sa mère, Zofia Cygal-Krupa, qui devient enseignante de linguistique à l'université Lille-III. Son père, Zdzisław Krupa, est professeur de polonais dans les lycées de Cracovie, puis dans le Nord-Pas-de-Calais, avant de retourner avec son épouse enseigner à l'université Jagellonne,,.
Slawomir Krupa étudie à Sciences Po Paris, où il suit un cours de finance qui suscite son intérêt pour la banque,.

### Carrière à la Société Générale
À l'issue de sa formation, il entre dans le groupe Société Générale en 1996 comme inspecteur à l'Inspection générale.
Il est chargé de regagner la confiance de la Fed après que BNP Paribas a dû payer une amende de 9 milliards de dollars et que Société Générale a dû payer une amende de 2,6 milliards de dollars.
En janvier 2021, il est nommé au poste de directeur général adjoint de la Banque de Grande Clientèle et Solutions Investisseur. Il négocie alors avec le gouvernement des États-Unis l'abandon des charges relatives aux violations d'embargos, aux soupçons de corruption avec le fonds souverain libyen et à la manipulation des taux interbancaires.
Le 30 septembre 2022, le conseil d'administration décide de proposer à l'Assemblée générale du 23 mai 2023 de l'élire au conseil d'administration, après quoi il pourra être nommé nouveau directeur général de la Société générale. Il bat ainsi son principal concurrent à cette élection, Sébastien Proto, qui était favori pour le poste, mais qui n'avait que peu d'ancienneté dans la banque et n'avait pas d'expérience de la banque de financement et d'investissement. Les dossiers qui l'attendent sont en particulier la croissance de la banque en ligne Boursorama et le leasing automobile ALD. Il gère aussi le projet de coentreprise avec AllianceBernstein.
Présenté comme un dirigeant au style très direct qui vient rompre avec celui de son prédécesseur, il met en place dès son arrivée la révision du portefeuille d'activités suivi d'un vaste programme de réduction de coûts et de cessions afin de renforcer la solidité financière du Groupe.
En 2024, Slawomir Krupa touche une rémunération fixe de 1,65 million d'euros à laquelle s'ajoute une part variable de 2,23 M€, soit au total 3,88 M€.

## Vie privée
Lors de son séjour en Pologne de 1999 à 2002, il rencontre sa future épouse, polonaise et pianiste. Le couple a une fille.
Lors de son séjour à New York, il se passionne pour les régates de catamarans.